# История США (1980—1991)
История США (1980—1991 гг.) — период истории этой страны, начинающийся с победы Рональда Рейгана на президентских выборах 1980 г. и продолжающийся до окончания холодной войны и распада СССР, главного геополитического противника США во второй половине XX в. В 1980 г. демократ президент Картер потерпел сокрушительное поражение, и новый президент Рейган - старейшина в политике страны (к моменту инаугурации ему шёл 70-й год жизни) от Республиканской партии серьёзно изменил направление как внутренней, так и внешней политики США. Его программа экономических реформ включала стимулирование производства, сокращение налогов и государственного регулирования экономики. Рейган с ноября 1985 по декабрь 1989 гг. четырежды встречался с советским лидером М. С. Горбачёвым и подписал в декабре 1987 г. Договор о ликвидации ракет средней и меньшей дальности (РСМД). Их партнёрство ускорило конец холодной войны и падение Берлинской стены. Среди крупных экономических и политических событий этой эпохи крах фондового рынка 1987 г., предшествовавший экономическому кризису начала 1990-х годов, и скандал Иран-контрас, вскрывший незаконные операции ЦРУ, совершавшиеся с ведома администрации Рейгана в обход Конгресса США.

## Демографические изменения и рост населения Юга
Наиболее заметный феномен в демографии США 1970-х годов — рост населения «Солнечного пояса», Юго-запада и Юго-востока США, в особенности в штатах Флорида и Калифорния. К 1980 г. этот регион по населённости обошёл промышленные районы Северо-востока и Среднего Запада, где после кризиса 1970-х наблюдалось снижение плотности населения.
Одновременно изменился и политический климат в стране, который стал более консервативным. Население Юга, занятое преимущественно в сфере обслуживания, не разделяло забот людей из Ржавого пояса, которые по окончании индустриального периода развития США впали в бедность и нуждались в социальной поддержке со стороны государства. Если ранее северяне голосовали преимущественно за республиканцев, то теперь на Севере распространилось влияние демократической партии, и наоборот, Юг, ранее бывший оплотом демократов, теперь стал социальной базой республиканской партии.
С закрытием и выводом промышленных предприятий из крупных городов, безработица в них росла, а доходы муниципалитетов падали. Сокращение налоговой базы на фоне роста потребностей в социальной защите горожан приводило Нью-Йорк и другие крупные города до уровня банкротства. Консерваторы усматривали в этом провал либеральных реформ, проводимых демократами. В итоге либеральные лидеры, выдвинувшиеся в 1960-х годах, к 1980-м всё шире уступали место консерваторам

## Рейгановская революция

### Конец разрядки
Война во Вьетнаме и Уотергейтский скандал серьёзно поколебали уверенность американцев в своей политической элите. За ними последовали новые разочарования: падение Южного Вьетнама в 1975 г., захват американских заложников в Иране в 1979 г., вторжение советских войск в Афганистан и начало нового витка гонки вооружений, усилившие сомнения в способности американского правительства контролировать международное положение. Энергетический кризис, массовая безработица и высокий уровень инфляции в 1970-х годах привели к тому, что американцы потеряли уверенность и в собственном материальном благополучии.
В СССР в годы правления Л. И. Брежнева началась эпоха застоя. Экономический рост обеспечивался исключительно за счёт экспорта нефти. В годы разрядки коммунисты захватили Южный Вьетнам, а миллион проамерикански настроенных вьетнамцев бежали в США. В странах третьего мира при поддержке Москвы или Пекина продолжали распространяться коммунистические партии и движения. В соответствии с доктриной Брежнева в 1979 г. советские войска вступили в Афганистан, что и на западе, и в мусульманских странах породило новые страхи относительно агрессивных планов коммунистов во всем мире. В США это вызвало усиление неоконсерваторов, в том числе в рядах демократической партии, выступавших против политики разрядки и сдерживания коммунизма, приведших к ослаблению геополитических позиций Америки. Их лидером стал Рональд Рейган, призывавший к конфронтации с Кремлём. Во внутренней политике неоконсерваторы оппонировали социальным программам Великого общества, но главное, что их объединяло — антикоммунизм, желание отбросить наступление коммунистов по всему миру и покончить с коммунистической угрозой, бесполезными переговорами и с контролем вооружений.
Норман Подгорец и другие неоконсерваторы называли курс либералов в холодной войне политикой умиротворения и сравнивали её с курсом Чемберлена по отношению к Гитлеру накануне Второй мировой войны, СССР называли «империей зла», выступали против предоставления Советскому Союзу режима наибольшего благоприятствования в торговле и призывали к односторонним военным акциям США в третьем мире. Джин Киркпатрик, которая при Рейгане занимала пост представителя США в ООН, примкнула к неоконсерваторам из рядов демократической партии. Во внешней политике она усматривала принципиальную разницу между некоммунистическими диктаторами стран третьего мира, которых она считала способными принять демократию, и коммунистическими тоталитарными режимами, которые, по её мнению, не были способны к демократическому пути развития.

## Администрация Рейгана
При подготовке к выборам 1980 г. Рейган, бывший в то время губернатором Калифорнии, не смог договориться с экс-президентом Фордом, который хотел стать вице-президентом с необыкновенно широкими полномочиями, и его партнёром на выборах стал бывший соперник Джордж Буш. Советником Рейгана по международной политике стала Джин Киркпатрик.
Рейган обещал избирателям покончить с «вьетнамским синдромом» и восстановить военную мощь США, сократить правительственные расходы и восстановить экономику, опираясь на новую экономическую теорию предложения. Теоретики Рейгана предлагали отказаться от модели социального государства, построенного в эпоху Великого общества, считая его экономически неоправданно дорогим. Расходы на социальные программы требовали высоких налогов, что делало производство невыгодным и вело к деиндустриализации Америки. По их мнению, сокращение налогов должно было стимулировать экономику и создать новые рабочие места. Их поддерживал средний класс, особенно из «Солнечного пояса», чьи голоса и обеспечили Рейгану победу на выборах 1980 г. Критики заявляли, что Рейган пренебрегает нуждами бедных, а преодоление экономического кризиса выходит за пределы возможностей любого президента. Однако президентские выборы 1980 г. стали поворотным моментом в истории США и продемонстрировали выход на политическую арену населения «Солнечного пояса» и пригородов, которые не были заинтересованы в социальных программах.
Во внешней политике президент Картер, оказавшийся неспособным преодолеть кризис в отношениях с Ираном и адекватно отвечать на советскую угрозу, в конце своего президентского срока взял более жёсткий курс, но Рейган заявил, что он сделал слишком мало и слишком поздно.
Многие историки считают, что Рейган, развернув американскую политику вправо, в сторону «прагматичного консерватизма», возродил веру американцев в свою политическую элиту и их уверенность в себе и своей стране, а также в значительной степени содействовал окончанию холодной войны. Многие полномочия президента США он делегировал своим подчинённым, например, главе администрации Джеймсу Бейкеру. В 1986 г. он выдвинул на пост председателя Верховного суда Уильяма Ренквиста, чьё место судьи занял известный консерватор Антонин Скалиа. Кроме того, Рейган номинировал на пост судьи Энтони Кеннеди.

### Рейганомика
Экономическая программа Рейгана опиралась на расчёты сторонников экономической теории предложения, которые утверждали, что сокращение налогообложения приведёт к росту экономики и, в конечном счёте, приведёт к росту доходов всех граждан страны. Критики утверждали, что сокращение налоговых поступлений увеличит дефицит федерального бюджета, что ударит по экономике, но предсказания теоретиков Рейгана состояли, в частности, в том, что экономической рост приведёт к увеличению налоговых поступлений, которые компенсируют потери бюджета от сокращения налоговой ставки.
На деле экономическая политика администрации Рейгана в 1981 г. носила переходный характер и была компромиссом между разными группами консерваторов. Монетаристы настаивали на сокращении денежной массы, неоконсерваторы пытались увеличить военный бюджет, лоббисты интересов богатых налогоплательщиков стремились сократить налоги, а представители среднего класса — сохранить свои пенсии и прочие социальные программы. Рейган сократил отчисления на пенсионное обеспечение, которые составляли примерно половину расходов федерального бюджета, но налоговая реформа и рост расходов на вооружения поначалу не удавались.

### Рецессия 1982 г.
Тем временем к началу 1982 г. экономические трудности усугубились. Как и предсказывали оппоненты Рейгана, бюджетный дефицит резко увеличился, выросли процентные ставки по кредитам, производство ещё более сократилось, а безработица выросла до 10 %. Ржавый пояс (промышленные регионы Севера США) переживал депрессию. Высокие процентные ставки ударили также по фермерам Среднего запада, которые объявляли банкротство и за бесценок продавали свои земли крупным компаниям. Чтобы справиться с инфляцией, Рейган разрешил Федеральной резервной системе сократить денежную массу, но это средство в краткосрочной перспективе даже ухудшило экономическое положение США.
Но в 1983-84 гг. экономика начала восстанавливаться. На помощь Рейгану пришёл неожиданный фактор, падение цен на нефть, которое ослабило инфляционное давление. Процентные ставки поползли вниз, а денежная масса была вновь увеличена. В результате экономика начала набирать обороты и уровень безработицы с 11 % в 1982 г. снизился до 8,2 % в 1983 г. Валовой внутренний продукт увеличился на 3,3 %, побив рекорд второй половины 1970-х годов, в то время как инфляция теперь не превышала 5 % в год. Рейган объявил всё это победой своей экономической политики, что позволило ему обойти Уолтера Мондейла на президентских выборах 1984 г. и остаться президентом на второй срок.

### Рост бюджетного дефицита и его последствия
В течение первых пяти лет правления Рейгана военный бюджет США вырос до 1,6 триллиона долларов, намного превысив расходы на социальные программы, в то время как последние были сильно сокращены. Одновременно дефицит федерального бюджета вырос с 60 миллиардов долларов в 1980 г. до 220 миллиардов (более 5 % валового внутреннего продукта) в 1986 г., а государственный долг США увеличился более чем вдвое, с 749 до 1746 миллиардов долларов. Преимущественно займы были сделаны за границей, что превратило США из крупнейшего кредитора в крупнейшего в мире должника. Производство товаров в Америке также вышло из моды. Кинофильм 1987 г. «Уолл-стрит» отражает дух этой эпохи, когда молодёжь стремилась стать брокерами, инвесторами или банкирами. В октябре 1987 г. внезапно разразился один из крупнейших в истории США кризисов на фондовой бирже, и лишь оперативные действия Федеральной резервной системы, увеличившей денежную массу, предотвратили наступление новой Великой депрессии.
После увеличения количества долларов курс национальной валюты США оказался сильно завышен, а американский экспорт стал неконкурентоспособным, значительно уступая японскому. Американцы стали охотнее покупать импортные товары, в то время как американские товары на внешнем рынке проигрывали из-за своей завышенной цены. Застойные явления в американской тяжёлой промышленности в сочетании с высокой заработной платой американских рабочих, поддерживаемой профсоюзами, предопределили её неспособность конкурировать с японским импортом. Даже американская электроника не выдерживала японской конкуренции, отчасти из-за того, что значительная часть американских учёных и инженеров работала на военных, а не на потребительский рынок. Если бы не начало эры персональных компьютеров, к концу 1980-х годов американская электроника перестала бы существовать.
Дефицит торгового баланса США за этот период вырос с 20 до 100 миллиардов долларов. Чтобы поддержать американских автомобилестроителей, администрация Рейгана была вынуждена ввести ограничения на японский импорт в США (не выше 1,3 миллиона машин в год и 25 % таможенный сбор на грузовики). Чтобы обойти запреты, японские производители стали открывать свои предприятия на территории США, создавая здесь новые рабочие места.

### Внешняя политика США в эпоху Рейгана

#### Третий мир
Поскольку после войны во Вьетнаме американцы крайне скептически относились к участию своей армии в вооружённых конфликтах за рубежом, Рейган поддерживал те режимы и движения третьего мира, которые тяготели к антикоммунизму.
Одной из горячих точек планеты того времени был Ближний Восток, где разгорелся арабо-израильский конфликт. В 1982 г. Израиль, пытаясь подавить базы Организации освобождения Палестины в Ливане, ввёл в эту страну свои вооружённые силы. Поддержав Израиль и желая противопоставить его и американские войска про-советскому режиму в Сирии, администрация Рейгана послала и собственный контингент в Бейрут в составе многонациональных сил. Однако в разгоревшейся гражданской войне американцы понесли большие потери — при взрывах казарм миротворцев в Бейруте погиб 241 американский солдат. В 1983 г. США пришлось вывести свои войска из Ливана.
Во время вторжения на Гренаду США впервые после вьетнамской войны осуществили интервенцию для свержения режима, который там считали коммунистическим. В результате государственного переворота там пришло к власти левое правительство. Организация Восточно-карибских государств, которую тогда возглавляла Юджиния Чарлз, премьер-министр Доминики, обратилась к США с просьбой о вмешательстве. Вторжение было успешным, заняло три дня, и потери людьми были невелики. В США и на самой Гренаде большинство населения реагировали на эту «маленькую победоносную войну» позитивно, хотя международное общественное мнение было возмущено действиями администрации Рейгана.
В Центральной Америке США поддерживали финансами и оружием правительства Сальвадора, Гондураса и Гватемалы, управлявшейся диктатором Эфраином Риосом Монттом. Рейган, в отличие от своего предшественника Картера, поддерживал и военную хунту Аргентины, которую обвиняли в нарушении прав человека, и даже позволил ЦРУ сотрудничать с аргентинской разведкой в афере по финансированию операций никарагуанских контрас. В Никарагуа левый Сандинистский фронт национального освобождения сверг поддерживавшийся США военный режим Анастасио Сомосы Дебайле. В этой стране традиционно господствовали крупные землевладельцы и транснациональные корпорации, в то время как основная масса населения бедствовала, и левые здесь пользовались широкой поддержкой. В 1982 г. ЦРУ при содействии аргентинской разведки организовало финансирование правоэкстремистских вооружённых формирований в Никарагуа, известных как контрас. Расследование, проведённое позднее в Конгрессе, показало, что в 1985 г. Рейган разрешил продажу оружия в Иран, запрещённую законами США, пытаясь освободить американских заложников, взятых тогда в Ливане. После этого его администрация продолжала проводить тайные сделки с Ираном, а вырученные от продажи оружия средства направлялись в Никарагуа. Эта афера в прессе получила название Иран-контрас или Ирангейт, по ассоциации с Уотергейтом, но, в отличие от последнего, не привела к импичменту американского президента, хотя и пошатнула личную репутацию Рейгана, а также привела к победе демократов на выборах в Конгресс в 1986 г.
В Африке администрация Рейгана поддерживала режим апартеида и противников просоветских режимов ФРЕЛИМО и МПЛА, партии Мозамбикское национальное сопротивление и Национальный союз за полную независимость Анголы, предоставляя им военную и гуманитарную помощь.
В Афганистане Рейган поддерживал движение моджахедов против советской армии и сил просоветского правительства, в частности, предоставляя в их распоряжение зенитные ракеты FIM-92 Stinger. В результате советские войска увязли в боях и несли тяжёлые потери до тех пор, пока новый советский лидер М. С. Горбачёв не сократил контингент своей армии в Афганистане и, в конце концов, вывел оттуда советские вооружённые силы.
В Индокитае Рейган поддерживал роялистов и оппозиционный Национальный фронт освобождения кхмерского народа в Камбодже, боровшихся против коммунистических режимов Хенг Самрина и Хун Сена. На Филиппинах его администрация оказывала помощь антикоммунистическому режиму Фердинанда Маркоса.

#### Последний период холодной войны
После введения советских войск в Афганистан США ещё при президенте Картере отказались от политики разрядки. Рейган уже называл СССР империей зла, и отношения между двумя странами стали не менее холодными, чем во времена Карибского кризиса. Администрация Рейгана инициировала программу перевооружения Америки, известную как Стратегическая оборонная инициатива или программа «звёздных войн». Это был чрезвычайно дорогостоящий план создания противоракетной оборонительной системы, осуществление которого имело целью обезопасить США от ответного ядерного удара.
Однако СССР в 1980-х годах значительно ослаб. Советская экономика страдала от структурных проблем, её развитие в 1964—1982 гг. носило исключительно экстенсивный характер, а дефицит товаров широкого потребления оставался хроническим все годы существования Советской власти, за исключением лет НЭПа. После прихода к власти М. С. Горбачёва в 1985 г. отношения Советского Союза с западом быстро улучшились. Старшее поколение коммунистических лидеров уступило место новому поколению руководителей, которые стремились к либерализации политического режима, экономического управления и внешней торговли. Горбачёвская программа перестройки советской экономики предусматривала расширение производства товаров гражданского назначения, а дальнейшее участие СССР в гонке вооружений с США и поддержка просоветских и левых режимов во всем мире были этому препятствием. Поэтому СССР вместо создания системы противоракетной обороны аналогичной американской прибег к «асимметричному ответу», то есть массовому производству ракет с термоядерными боевыми частями, которые должны были пробивать усиленный противоракетный щит Америки. С другой стороны, Горбачёв перешёл от либерализации к демократизации советского режима в своей политике гласности и начал широкомасштабные политические реформы. Сторонники Рейгана считали, что это была уступка американцам, совершенная под давлением их военной угрозы.

## Администрация Буша-старшего
На президентских выборах 1988 года вице-президент Рейгана Джордж Буш-старший одержал победу над кандидатом демократов Майклом Дукакисом. К этому времени социалистические режимы в странах Варшавского договора начали разваливаться. Падение Берлинской стены в 1989 г. стало символом окончания холодной войны и объединения Европы, со времён Второй мировой войны расколотой между двумя противостоящими военными блоками. Потепление международных отношений во многом было определено подписанием 8 декабря 1987 г. нового 3-го, после мая 1972 г. и июня 1979 г. Договора о ликвидации ракет средней и меньшей дальности между США и СССР, выводом советских войск из Афганистана и кубинских — из Анголы.
Потепление международных отношений позволило США отказаться от поддержки репрессивных режимов в Чили, Южной Корее и ряде других стран, а вместо этого поддержать новые демократии в Восточной Европе. Кроме того, стала ненужной программа звёздных войн, и президент Буш мог бы сократить расходы федерального бюджета на вооружения. Однако накануне Войны в Персидском заливе он предпочёл переориентировать вооружённые силы и военные приготовления Америки на новые цели: борьбу с терроризмом и обеспечение гегемонии США в третьем мире. В 1989 г. Буш послал американские войска в Панаму, президент которой Мануэль Норьега за поощрение терроризма и торговлю наркотиками был осуждён американским судом на длительное тюремное заключение и отбывал наказание до 2010 г. в США, а затем был экстрадирован во Францию, где был также осуждён французским судом за аналогичные преступления.
К 1991 г. пятнадцать республик, составлявших Советский Союз, объявили о своей независимости. СССР фактически распался и к концу года официально был ликвидирован. Порождённый его распадом вакуум власти выразился в коллапсе правительств и в некоторых других странах, таких как Югославия и Сомали, десятилетиями державшихся на авторитарной центральной власти. Для западных правительств и общественного мнения участие в возникших там локальных конфликтах стало почвой для пересмотра своей внешней политики в отсутствие прежней коммунистической угрозы. Как заявлял позднее президент Клинтон, новый мировой порядок стал более свободным, но менее стабильным, и эта нестабильность стала новым вызовом для западных государств.
В мировой экономике США стремились проводить глобальные реформы, опираясь на институты, созданные ещё во времена холодной войны: Международный валютный фонд и Всемирный банк. Следуя традиции неолиберализма, в Северной Америке США создали зону свободной торговли, а сформулированные к концу XX века принципы Вашингтонского консенсуса рекомендовали либерализацию торговли во всем мире. НАТО по окончании холодной войны также не прекратила своё существование, а напротив, расширилась на восток, включив в свою орбиту Венгрию, Чехию, Польшу и планируя дальнейшее расширение в этом геополитическом направлении. Экономические санкции США теперь принимали преимущественно против стран третьего мира, обвиняемых в поддержке международного терроризма, попытках создания оружия массового поражения или нарушении прав человека. Иногда к этим санкциям присоединялись и другие западные страны, как это было, например, при объявлении эмбарго на поставки вооружений в КНР после известных событий на площади Тяньаньмэнь 1989 года или в Ирак после его вторжения в Кувейт в январе 1991 г. Меньшей международной поддержкой пользовались санкции против Кубы и Ирана, вследствие чего Конгресс принимал меры против транснациональных корпораций, нарушавших американское эмбарго.
В экономике США в конце 1980-х годов имел место кризис, затронувший преимущественно Северо-Восток и Калифорнию.